# Hamazaki Maszahiro
Hamazaki Maszahiro (Oszaka, 1940. március 14. – 2011. október 10.) japán válogatott labdarúgó.
A japán válogatott tagjaként részt vett az 1968. évi nyári olimpiai játékokon.

## Statisztika
| Japán válogatott | Japán válogatott | Japán válogatott |
| Időszak          | Mérk.            | gól              |
| ---------------- | ---------------- | ---------------- |
| 1966             | 2                | 0                |
| Összesen         | 2                | 0                |